# Сергіївське сільське поселення (Адигея)
Сергиевское сільське поселення - муніципальне утворення в складі Гіагінського району Республіки Адигея Росії.
Адміністративний центр - село Сергіївське.

## Населені пункти
- село Георгіївське
- хутір Дніпровський
- хутір Єкатериновський
- хутір Карцев
- хутір Козополянський
- хутір Колхозний
- хутір Красний Пахар
- хутір Курський
- хутір Михельсоновський
- село адміністративний центр Сергіївське
- хутір Тамбовський
- хутір Фарсовський
- хутір Шишкинський

## Географія
Площа сільського поселення становить 150,23 кв. км, з них сільськогосподарські угіддя займають 126,55 км² (84,24%).
Сільське поселення розташоване на похилій закубанських рівнині, в перехідній від рівнинної в предгорную зону республіки. Рельєф місцевості являє собою передгірні хвилясті рівнини з горбистими і курганними височинами, із загальним ухилом з південного сходу на північний захід. Долини річок порізані балками і зниженнями різних глибин. Середні висоти складають близько 190 метрів над рівнем моря.

## Історія
На початку XX століття село Сергиевское входило до складу Сергіївської волості. Зі встановленням радянської влади Сергиевское з підлеглими населеними пунктами були перетворені в Сергієвський сільська рада.
У 1954 році в ході адміністративно-територіальних перетворень Адигеї до складу Сергіївського сільради був включений скасований Тамбовський сільрада з вхідними в нього населеними пунктами.
У 1993 році Сергієвський сільрада був реорганізований в Сергієвський сільський округ у складі Гіагінський району.
У 2004 році в ході муніципальної реформи Сергієвський сільський округ був перетворений в муніципальне утворення зі статусом сільського поселення.

## Сучасність
На території сільського поселення функціонують дві загальноосвітні школи, два дошкільних заклади.
У селі Сергіївському діє дільнична лікарня. У хуторах Тамбовському, Дніпровському і в селі Георгіївському працюють фельдшерсько-акушерські пункти.
У селі Сергіївському і на хуторі Тамбовському є межпоселенческого доми культури.
Основну роль відіграє сільське господарство. На території сільського поселення розташовані сільськогосподарські підприємства: «Сергиевское», «Георгіївський», «Агроцентр» і «Зарічне». Крім того, розташовані п'ять селянсько-фермерських господарств «Бобриков», «Купин», «Метелін», «Хаджіроков» і «Шепілов».
З підприємств переробки в поселенні є ТОВ «Молзавод Тамбовський», яке виробляє сичужні напівтверді сири різних видів. З ресурсного потенціалу на території сільського поселення видобуваються гравій, пісок і глина, що використовуються в будівництвах.